# Pernille Harder
Pernille Harder   (Ikast, 15 de novembre de 1992) és una futbolista danesa. Juga com a davantera i des del 2023 el seu equip és el Bayern Múnic de la Bundesliga. També és la capitana i màxima golejadora de la selecció de Dinamarca, i va ser elegida com a jugadora de l'any de la UEFA el 2018 i 2020.
Va començar a jugar al futbol als 5 anys. Va jugar en un equip masculí fins als 12 anys, quan es va crear un equip local femení a la zona on va créixer. Estant en l'institut, entrenava amb l'acadèmia del Football Club Midtjylland. El 2007, va debutar professionalment amb el Team Viborg. Entre 2010 i 2012, va jugar amb el IK Skovbakken de la Elitedivisionen danesa.
El 2012, es va unir al Linköpings F.C. de la Damallsvenskan a Suècia. Durant la temporada 2015, va marcar 17 gols en 22 partits amb el club i va guanyar els premis Årets Anfallare (Davantera de l'Any), Årets Allsvenska Spelare (Jugadora de lliga de l'Any) i Futbolista de l'any a Dinamarca.
El 2016, va ser nomenada de nou Jugadora de lliga de l'Any i va ser la màxima golejadora amb 23 gols. També va ajudar al Linköpings F.C. a guanyar el títol de lliga. Al juny, Harder va aconseguir un lloc en el Passeig de la Fama en el Municipi de Linköping. A finals de 2016, es va incorporar al Verein für Leibesübungen Wolfsburg Frauen de la Bundesliga Femenina de Futbol. L'1 de setembre de 2020 es va anunciar que Harder acabava de signar un contracte de tres anys amb el club anglès Chelsea FC de la FA Women's Super League, que pagà un traspàs rècord de 300.000 euros, però el rècord es va batre el setembre de 2022 per Keira Walsh quan va fitxar pel Barcelona.
El 2008, va participar en el Mundial Sub-17 disputat a Nova Zelanda. El 24 d'octubre de 2009, va debutar en la selecció absoluta de Dinamarca amb una victòria per 15-0 sobre Geòrgia, on va marcar un hat-trick.
Va ser nomenada capitana de la selecció el març de 2016, i va participar en la Eurocopa 2017.